# Jean-Baptiste Weckerlin
Jean-Baptiste-Theodore Weckerlin o Wekerlin (Guebwiller, 9 de novembre de 1821 - Trottsberg, 20 de maig de 1910) fou un compositor alsacià.
Recordat sobretot per la seva tasca com a bibliotecari del Conservatori de París -on va desenvolupar una històrica tasca de recopilació de fons documentals- i com col·leccionista i harmonitzador de peces vocals franceses dels segles XII a XVIII. Va aportar més de 20 títols (algun creat a les Teuleries davant Napoleó III), mentre va ser menys afortunat en els teatres públics, en els que en diverses ocasions van ser assajades les seves obres sense arribar a estrenar-se.
Acabats els seus estudis generals a Estrasburg, es traslladà a París quan contava 22 anys, i havent determinat consagrar-se a l'art musical, pel que sentia un gran vocació, ingressà en el conservatori de París, on tingué per mestres a Antoine Elwart i Jacques Fromental Halévy.
Especialista en música d'altres èpoques, i mercès a l'habilitat dels seus arranjaments i harmonitzacions es divulgaren obres de Rameau, Lully i altres compositors. També demostrà molta afició a l'estudi dels cants populars, el que li'n donà marge per la publicació d'obres interessants. El 1876 fou nomenat bibliotecari del Conservatori i l'any següent bibliotecari-arxiver de la Societat de Compositors.

## Obres com a musicòleg
- Chants et chansons populaires: ([París, 1869)
- Opuscules sur la chanson populaire et sur la musique: (París, 1874)
- Chansons populaires d'Alsace: (París, 1883)
- Chants et rondes enfantines, avec notices et accompagnement de piano: (París, 1884)
- Chansons de France pour les petits français: (París, 1884)
- Nouvelles chansons et rondes enfantines: (París, 1885)
- Bibliothèque du Conservatoire national de musique et de déclamation: catalogue bibliographique de la réserve: (París, 1885)
- La chanson populaire: (París, 1886)
- L'ancienne chanson populaire en France, XVIe. et XVIIe. siècles: (París, 1887)
- Chansons et rondes enfantines des provinces de la France: (París, 1888)
- Nouveau Musiciana: extraits d'ouvrages rares ou bizarres, anecdotes, lettres, etc.. concernant la musique et les musiciens: (París, 1850)
- Dernier Musiciana: historiettes, lettres, etc., sur la musique, les musiciens et les instruments de musique: (París, 1899.

Com a compositor se li deuen algunes romances (1847); l'òpera L'organiste, estrenada en el Théâtre-Lyrique, amb un èxit discret: Les revenants bretons, Tout est bien qui finit bien, Les poèmes de la mer, La laitière de Trianon, etc.